# 1737 a tudományban
Az 1737. év a tudományban és a technikában

## Kémia
- George Brandt felfedezi a kobaltot.

## Geológia
- Francesco Serao az első ember, aki a láva szót használja a kiömlő magmára a Vezúv kitörése során, amely május 14. és június 4. között volt.
- október 11. – hatalmas földrengés rázza meg az indiai Calcuttát, mely 300 000 ember életét követeli.

## Technika
- John Harrison elkészíti Európában az első működő iránytűt.

## Díjak
- Copley-érem: John Belchier

## Születések
- szeptember 9. – Luigi Galvani, fizikus († 1798)